# Полиция Кипра
Полиция Кипра (греч. Αστυνομία Κύπρου) — национальная полиция Республики Кипр с 1993 года.
Обязанности полиции Кипра включают поддержание правопорядка, предотвращение и выявление преступлений, а также арест привлечение правонарушителей к ответственности.

## История
Хотя история правоохранительной деятельности на Кипре начинается с 1879 года, когда британским колониальным правительством Кипра был принят первый закон о полиции, в котором действовала конная жандармерия, известная как Военная полиция Кипра, история кипрской полиции как отдельного ведомства начинается с создания Республика Кипр в 1960 году.
В 1960 году, в рамках принятия первой Конституции, были созданы две силы общественной безопасности: полиция (которая отвечала за охрану городских районов) и жандармерия (которая отвечала за охрану сельских районов).
Две силы общественной безопасности были объединены в нынешнюю полицейскую службу в 1964 году, вскоре после межобщинных конфликтов между греческой и турецкой общиной, в результате которых кипрско-турецкие офицеры покинули свои посты.
С созданием Кипрской национальной гвардии в 1964 году обязанности военного характера были переданы Национальной гвардии, а полиция продолжила функционировать со своими обязанностями.